# In Payment of the Past
In Payment of the Past è un cortometraggio muto del 1917 diretto da Burton L. King. Sceneggiato da Marc Edmund Jones e prodotto dalla Selig, il film aveva come interpreti Robyn Adair, Virginia Kirtley, Eugenie Forde, Ed Brady.

## Trama
Il finanziere Edward Sampson è orgoglioso di suo figlio Robert, che sta studiando arte a Parigi e si imbarca insieme alla moglie su una nave diretta in Francia, dove vuole fare visita al suo ragazzo. Robert sta passando un periodo di crisi d'ispirazione perché non trova un modello che desti la sua immaginazione. Sulla nave, Sampson salva la vita a Gracia, una hostess, e ambedue hanno come la sensazione di essersi incontrati in una vita precedente. La signora Sampson prende con sé la ragazza come compagna di viaggio e quando questa incontra Robert, si rinnova quella strana percezione di avere vissuto anche con lui in un'altra vita. Una vita nell'antica Roma quando un imperatore, incapricciato di una schiava, l'aveva voluta per lui togliendola a un suo favorito, un giovane artista che aveva modellato una bellissima statua con le sembianze dell'amata schiava. In tempi moderni, Robert è finalmente colpito dall'ispirazione e lavora alla statua di Gracia con la quale, poi, potrà felicemente sposarsi.

## Produzione
Il film fu prodotto dalla Selig Polyscope Company

## Distribuzione
Distribuito dalla General Film Company, il film - un cortometraggio in una bobina - uscì nelle sale cinematografiche statunitensi il 6 gennaio 1917.